# Great Eagle Holdings

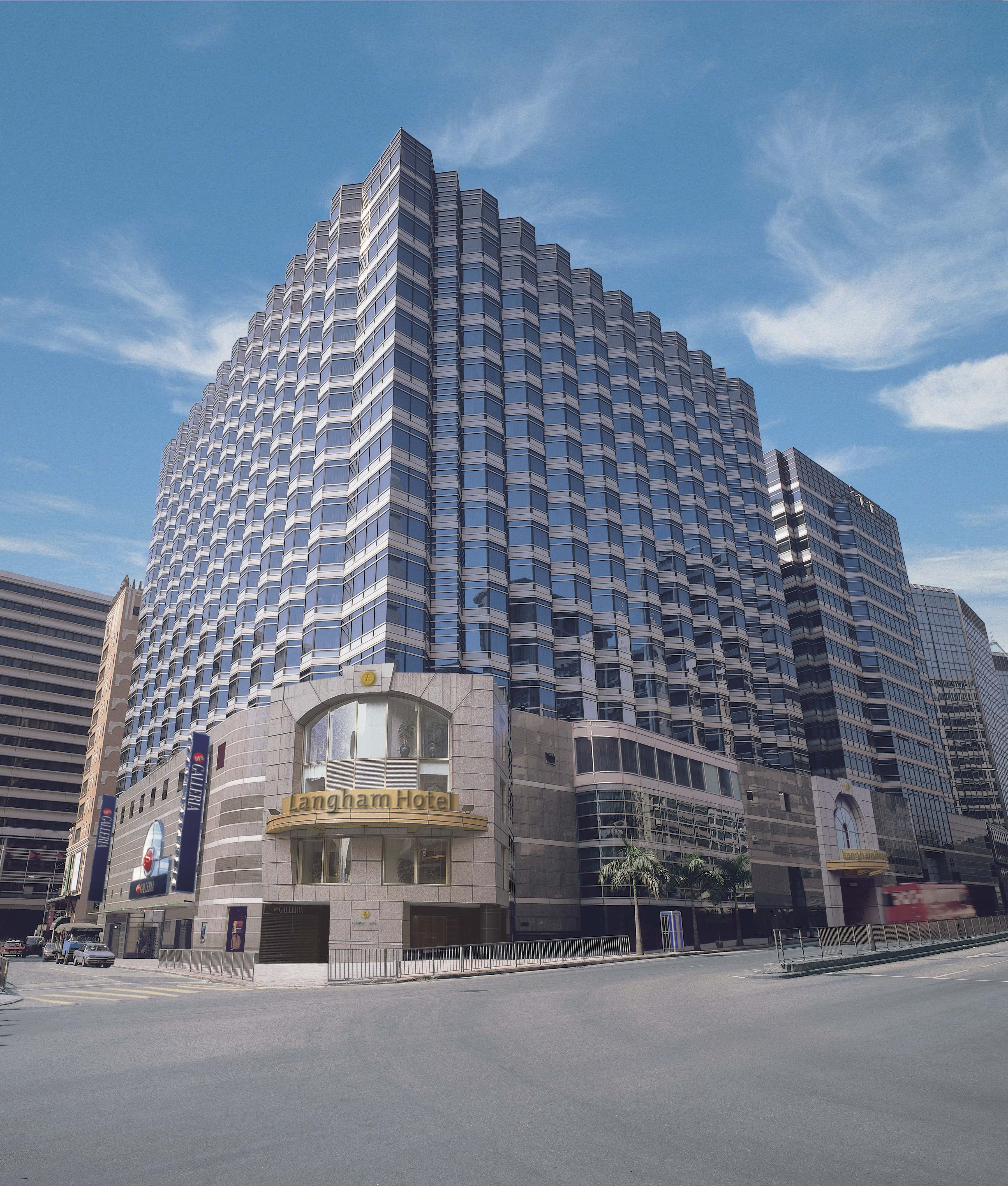
Отель Langham в Гонконге

Great Eagle Holdings (鷹君集團有限公司) — крупный оператор недвижимости, базирующийся в Гонконге. Штаб-квартира компании расположена в небоскребе Great Eagle Centre в округе Ваньчай.

## История
В 1963 году была основана компания Great Eagle Company, которая с 1972 года котируется на Гонконгской фондовой бирже.

## Структура
Основные интересы Great Eagle Holdings — операции с недвижимостью, гостиничный и ресторанный бизнес, управление фитнес-центрами и спа-салонами, страховые операции и торговля стройматериалами.
- Дочерняя компания Langham Hospitality Group управляет отелями Langham в Гонконге, Лондоне, Бостоне, Пасадене, Мельбурне, Окленде, Бангкоке, Пхукете, Самуи, Пекине, Шанхае, Гуанчжоу, Пуне и на Багамах, отелями Eaton в Гонконге, Шанхае и Дели, а также отелем Delta Chelsea в Торонто. Кроме того, компания управляет сетью салонов Chuan Spa в Гонконге, Бостоне, Мельбурне, Окленде, Шанхае и Самуи[2].

- Дочерний инвестиционный фонд недвижимого имущества Champion REIT (Гонконг), с 2006 года котирующийся на Гонконгской фондовой бирже, владеет небоскребами Citibank Plaza и Langham Place.